# Lukrecjusz

De rerum natura, 1570

Lukrecjusz, Titus Lucretius Carus (ur. ok. 99 p.n.e., zm. ok. 55 p.n.e.) – rzymski poeta i filozof, jeden z nielicznej grupy (obok Katullusa oraz komediopisarzy Plauta i Terencjusza) poetów republikańskiego Rzymu, których utwory zachowały się do naszych czasów.
Jedyne znane nam dzieło Lukrecjusza to napisany heksametrem poemat De rerum natura (O naturze wszechrzeczy), w sześciu księgach o łącznej objętości prawie 7500 wersów. 
Utwór ten uważa się za arcydzieło literatury łacińskiej, podkreśla się też jego wpływ na rozwój całej następującej po Lukrecjuszu poezji, włącznie z Wergiliuszem. Jest to wykład filozofii epikurejskiej, a jego przesłaniem jest wyzwolenie człowieka od przesądów i strachu przed śmiercią. Lukrecjusz stara się to osiągnąć, przechodząc stopniowo od etycznych aspektów nauki Epikura do jego fizyki i psychologii. Lukrecjusz nie ukończył jednak swego poematu, a po jego śmierci wydał go Cyceron.

## Życie i twórczość
O życiu Lukrecjusza wiadomo niewiele. Jednym ze źródeł informacji jest Chronica Eusebia św. Hieronima, według której Lukrecjusz urodził się w roku 94 p.n.e., oszalał po przedawkowaniu napoju miłosnego, podczas przebłysków rozsądku napisał szereg ksiąg, które zostały przeredagowane przez Cycerona, i popełnił samobójstwo w 44 roku swojego życia. 
Przekaz św. Hieronima można podważać: epikureizm Lukrecjusza przedstawiony w jego dziele jest silnie racjonalistyczny i trudno przypuszczać, by uważał truciznę za sposób rozwiązania problemów. Ponadto Hieronim był wrogiem epikureizmu, który zaprzeczał istnieniu życia pozagrobowego, jego relacje należy więc traktować z ostrożnością. Z drugiej strony, polski tłumacz De rerum natura, Adam Krokiewicz, uznał informację o samobójstwie Lukrecjusza za prawdopodobną, biorąc pod uwagę melancholię, jaką przesiąknięty jest cały poemat, a w szczególności jego III księga.
W jednym z listów do brata sprawę poematu Lukrecjusza poruszał Cyceron. Jest to ostatnia napotykana w źródłach wzmianka o dziele Lukrecjusza aż do uwagi Donata z IV wieku, który w biografii Wergiliusza, pisząc o przywdzianiu przez niego togi virilis (jako znaku pełnoletniości), dodaje: tego samego dnia [to znaczy 15 października 55 p.n.e.] zmarł poeta Lukrecjusz. Przyjmując za prawdę informację Hieronima, że Lukrecjusz żył 44 lata, otrzymujemy datę jego urodzenia jako rok 99 p.n.e.
Jedyne, co z całą pewnością można stwierdzić o życiu Lukrecjusza to fakt, że był przyjacielem lub klientem poety Gajusza Memmiusza, któremu dedykował swój poemat.